# Minoru Chiaki

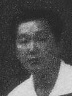
Chiaki nel 1956

Minoru Chiaki (Hokkaidō, 30 luglio 1917 – Fuchū, 1º novembre 1999) è stato un attore giapponese.

## Biografia
Padre di tre figli, uno di loro è l'attore Katsuhiko Sasaki (nato nel 1944). Nel 1937, nonostante si fosse appena laureato in Economia all'Università di Chūō, decise di intraprendere l'attività di attore teatrale; fu proprio durante uno spettacolo che venne notato dal regista Akira Kurosawa, il quale lo fece debuttare nel cinema nel 1949. Abile nell'interpretare sia ruoli comici che drammatici, è stato diretto da Kurosawa in ben 10 pellicole. I suoi ruoli più celebri sono quello del prete in Rashomon e quello del samurai Heihachi ne I sette samurai. Curiosamente Chiaki è stato l'ultimo sopravvissuto degli attori protagonisti de I sette samurai, mentre nel film il suo personaggio è il primo a morire.

## Filmografia parziale
- Cane randagio, regia di Akira Kurosawa (1949)
- Rashomon, regia di Akira Kurosawa (1950)
- L'idiota, regia di Akira Kurosawa (1951)
- Vivere, regia di Akira Kurosawa (1952)
- I sette samurai, regia di Akira Kurosawa (1954)
- Testimonianza di un essere vivente, regia di Akira Kurosawa (1955)
- Il re dei mostri, regia di Motoyoshi Oda (1955)
- Il trono di sangue, regia di Akira Kurosawa (1957)
- I bassifondi, regia di Akira Kurosawa (1957)
- La fortezza nascosta, regia di Akira Kurosawa (1958)
- Le scimitarre dei mongoli, regia di Toshio Sugie (1959)
- La condizione umana (capitolo Il cammino verso l'eternità), regia di Masaki Kobayashi (1959)
- Anatomia di un rapimento, regia di Akira Kurosawa (1963)

## Doppiatori italiani
- Vittorio Battarra in I sette samurai (ridoppiaggio), La fortezza nascosta (1º ridoppiaggio)
- Francesco Sormano in Rashomon
- Gualtiero De Angelis in I sette samurai
- Paolo Ferrari in Il re dei mostri
- Nando Gazzolo in Il trono di sangue